# تمدن ۷
تمدن ۷ (به انگلیسی: Civilization VII) یک بازی ویدئویی به سبک ۴اکس استراتژی نوبتی است که توسط فیراکسیس گیمز توسعه یافته و به‌وسیلهٔ ۲کی منتشر شده است. این بازی در ۱۱ فوریه ۲۰۲۵، برای پلتفرم‌های مایکروسافت ویندوز، مک‌اواس، لینوکس، نینتندو سوئیچ، پلی‌استیشن ۴، پلی‌استیشن ۵، ایکس‌باکس وان و ایکس‌باکس سری اکس/اس منتشر شد.
تمدن ۷ در طی جشنوارهٔ سامر گیم فست در ۷ ژوئن ۲۰۲۴ رونمایی شد. ۲کی قبلاً اعلام کرده بود که در جشنواره سامر گیم فست در ماه مه حضور خواهد داشت تا «تکرار دیگری در یکی از بزرگ‌ترین و محبوب‌ترین فرنچایزهای خود» را آشکار سازد. ساعاتی قبل از نمایش، این بازی به‌طور ناخواسته در وبگاه ۲کی رونمایی شد.